# ADAC Procar

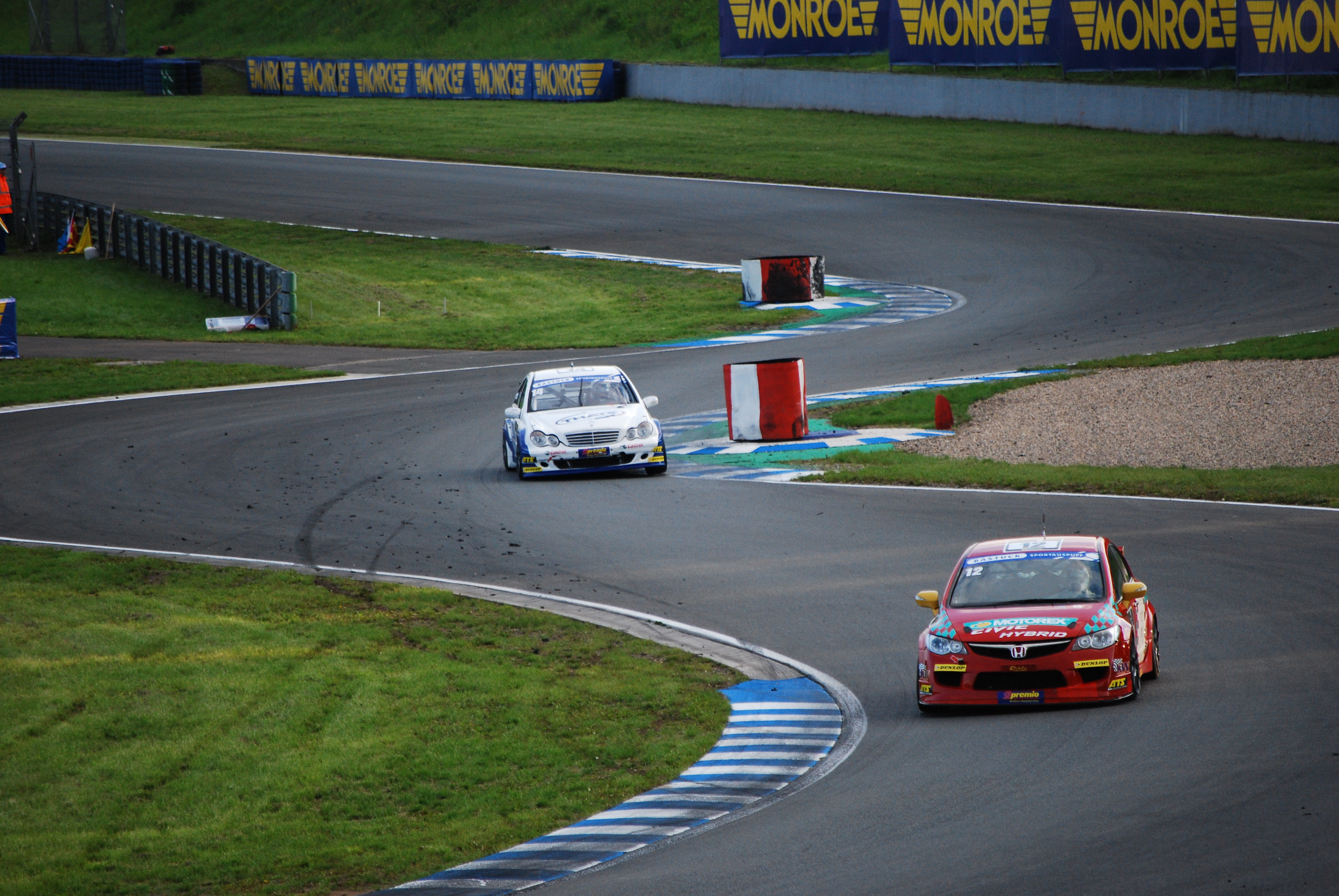
ADAC PROCAR på Motorsport Arena Oschersleben 2010.

ADAC PROCAR (Deutsche Tourenwagen-Challenge mellan 1995 och 2003, och DMSB-Produktionswagen-Meisterschaft mellan 2004 och 2005) är ett tyskt standardvagnsmästerskap som anordnas av det tyska bilsportförbundet ADAC.

## Historia
Serien startades 1995 under namnet Deutsche Tourenwagen-Challenge och det var då ett mästerskap för Super Production-bilar. 2004 bytte serien namn till DMSB-Produktionswagen-Meisterschaft och blev ett mästerskap för Super 2000-bilar. 2006 bytte den namn ytterligare en gång, nu till ADAC PROCAR. Då lades Division 2 och 3 till också.

## Nuvarande regler
Serien är uppdelad i två klasser: Division 1, med Super 2000-bilar, Division 2, med Super 1600-bilar och Division 3.

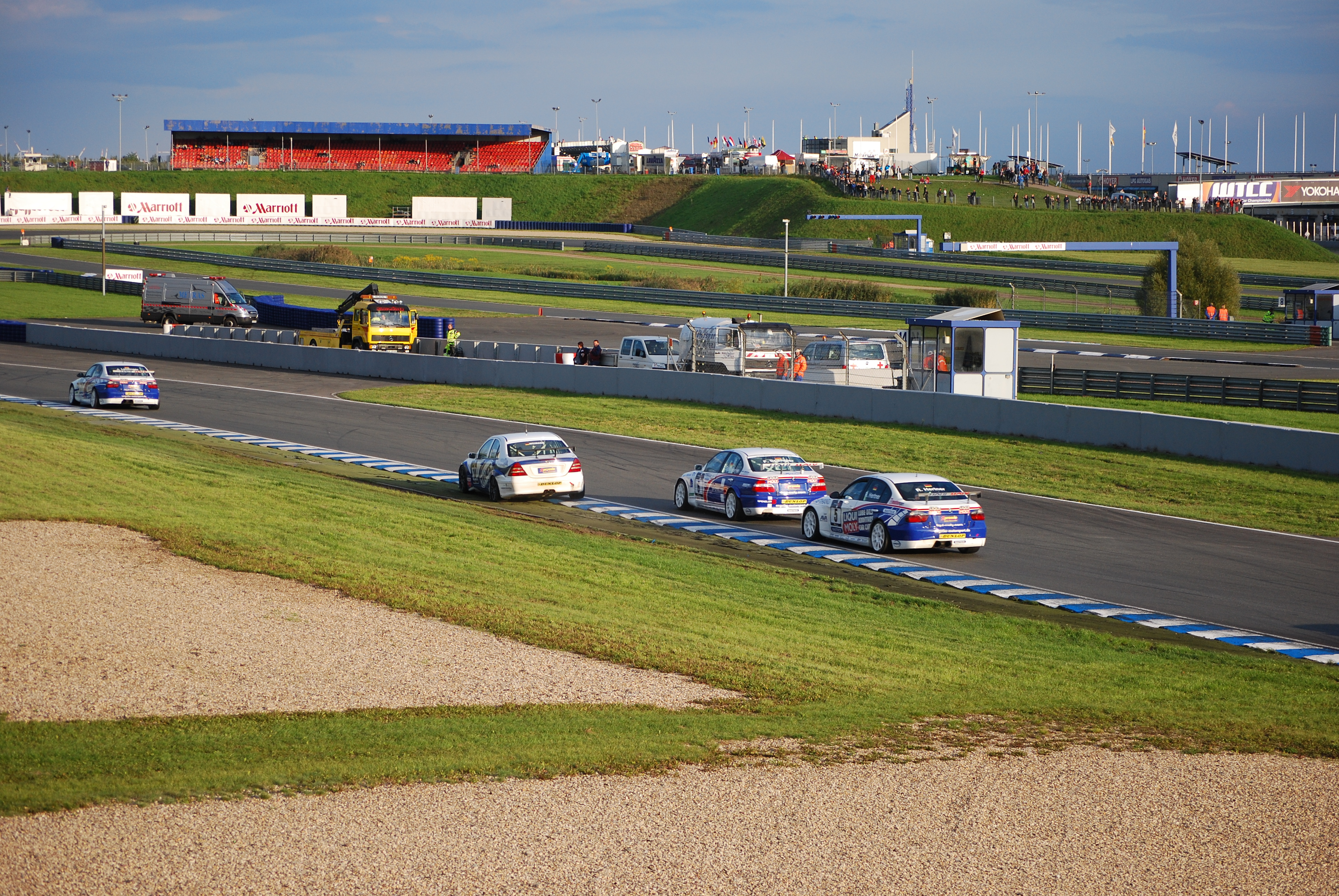
Division 1 (Super 2000)
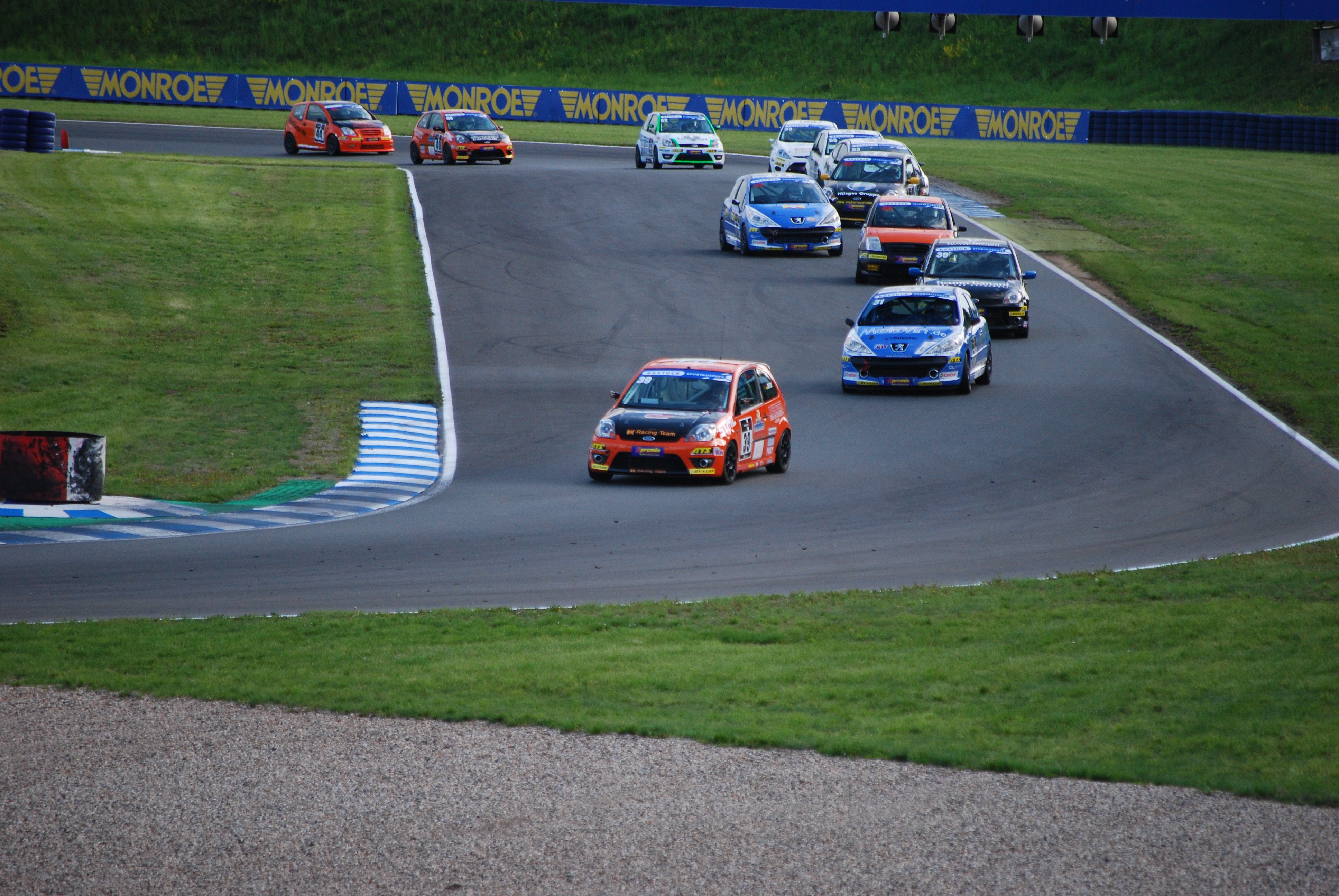
Division 2 (Super 1600)
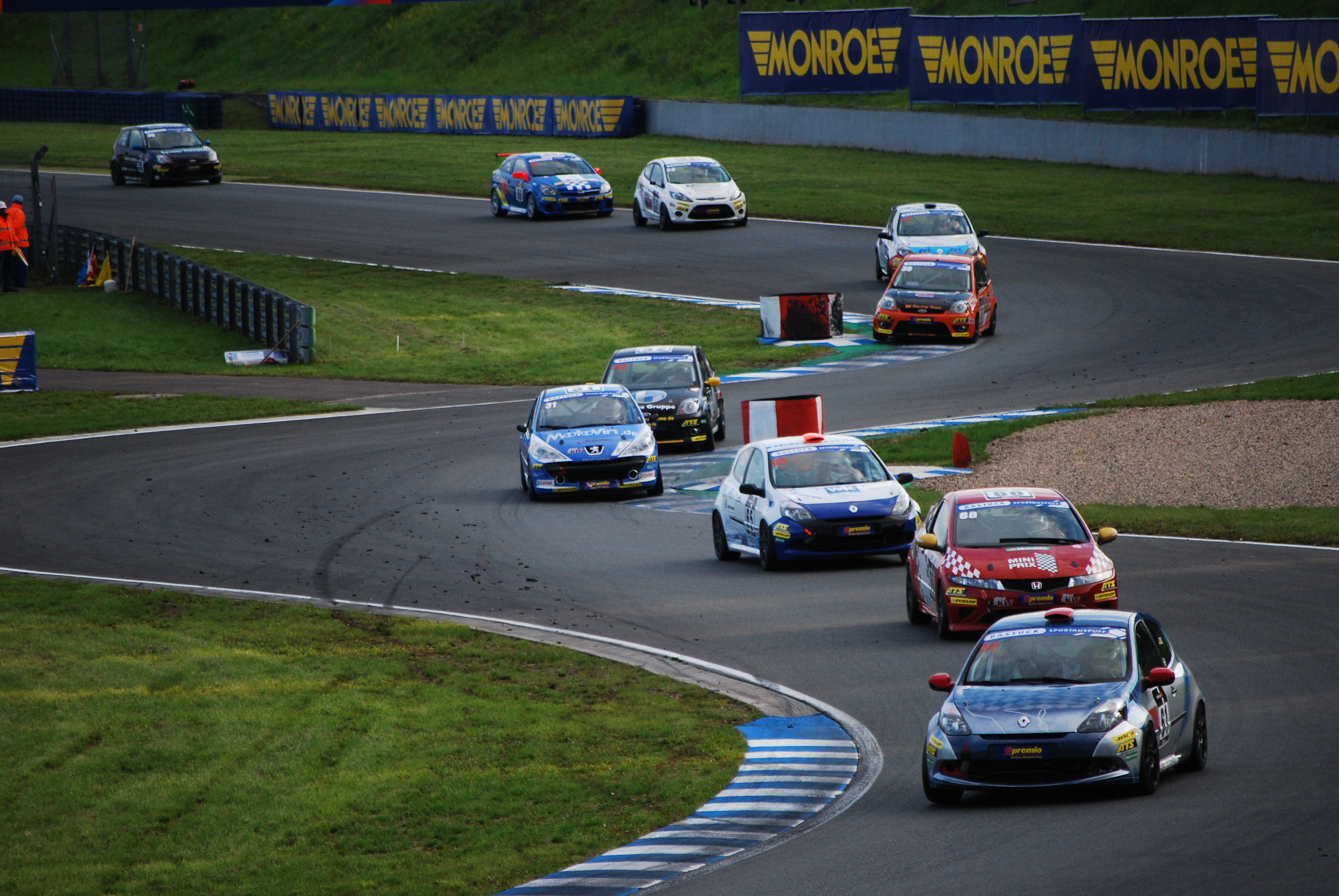
Division 3 (PROCAR 2000) (endast de tre första bilarna på bilden)

### Poängberäkning
| 1:a | 2:a | 3:a | 4:a | 5:a | 6:a | 7:a | 8:a |
| --- | --- | --- | --- | --- | --- | --- | --- |
| 10  | 8   | 6   | 5   | 4   | 3   | 2   | 1   |

## Säsonger och mästare
| År   | Mästare (Division 1) | Bil (Division 1)      | Team (Division 1)        | Mästare (Division 2) | Bil (Division 2)  | Team (Division 2)    | Mästare (Division 3) | Bil (Division 3)        | Team (Division 3)    |
| ---- | -------------------- | --------------------- | ------------------------ | -------------------- | ----------------- | -------------------- | -------------------- | ----------------------- | -------------------- |
| 1995 | Mario Hebler         | Renault Clio Williams | Arkenau Racing           |                      |                   |                      |                      |                         |                      |
| 1996 | Jürgen Hohenester    | Volkswagen Golf GTI   | Hohenester Motorsport    |                      |                   |                      |                      |                         |                      |
| 1997 | Jürgen Hohenester    | Volkswagen Golf GTI   | Hohenester Motorsport    |                      |                   |                      |                      |                         |                      |
| 1998 | Thomas Winkelhock    | BMW 320i              | Brinkmann Motorsport     |                      |                   |                      |                      |                         |                      |
| 1999 | Jürgen Hohenester    | Volkswagen Golf GTI   | Hohenester Motorsport    |                      |                   |                      |                      |                         |                      |
| 2000 | Franz Engstler       | BMW 320i              | Bertram Schäfer Racing   |                      |                   |                      |                      |                         |                      |
| 2001 | Markus Gedlich       | BMW 320i              | Schubert Motors          |                      |                   |                      |                      |                         |                      |
| 2002 | Thomas Klenke        | Ford Focus            | Hotfiel Sport            |                      |                   |                      |                      |                         |                      |
| 2003 | Claudia Hürtgen      | BMW 320i              | Schubert Motors          |                      |                   |                      |                      |                         |                      |
| 2004 | Claudia Hürtgen      | BMW 320i              | Schubert Motors          |                      |                   |                      |                      |                         |                      |
| 2005 | Mathias Schläppi     | MG ZS                 | Maurer Motorsport        |                      |                   |                      |                      |                         |                      |
| 2006 | Vincent Radermecker  | Chevrolet Lacetti     | Maurer Motorsport        | Guido Thierfelder    | Citroën Saxo VTS  | ETH Tuning           | Martin Zondler       | Volkswagen Golf 2.0 TDi | RSG Wolfsburg        |
| 2007 | Franz Engstler       | BMW 320i              | Engstler Motorsport      | Thomas Mühlenz       | Citroën C2 VTS    | Citroën Ravenol Team | Kai Jordan           | Volkswagen Golf 2.0 TDi | ?                    |
| 2008 | Philip Geipel        | Toyota Auris          | Yaco Racing              | Christopher Mies     | Ford Fiesta ST    | Team Rhino’s Leipert | Uwe Reich            | Alfa Romeo 147 1.9 JTD  | ?                    |
| 2009 | Remo Friberg         | BMW 320i              | Liqui Moly Team Engstler | Guido Thierfelder    | Peugeot 207 Sport | ETH Tuning           | Mathias Schläppi     | Renault Clio RS III     | Schläppi Racing Team |
| 2010 | Roland Hertner       | BMW 320si             | Liqui Moly Team Engstler | Guido Thierfelder    | Peugeot 207 Sport | ETH Tuning           | Andreas Kast         | Renault Clio RS III     | K & K Motorsport     |